# Дмитриев, Яков Иванович
Яков Иванович Дмитриев (21 марта 1898 года, Двинск, Витебская губерния — 6 декабря 1980 года, Москва) — советский военачальник, генерал-майор (1946).

## Начальная биография
Яков Иванович Дмитриев родился 21 марта 1898 года в Двинске Витебской губернии.
Работал наборщиком в типографии городского самоуправления и горсовета в Гомеле.

## Военная служба

### Гражданская война
В сентябре 1918 года призван в РККА, после чего служил красноармейцем в составе отдельного Гомельского пролетарского батальона и 5-го Минского стрелкового полка (Западный фронт) и принимал участие в боевых действиях в районе Молодечно в ходе Советско-польской войны. В апреле 1919 года ранен в левую руку, после чего лечился в Александровском военном госпитале в Гомеле.
После выздоровления в июне 1919 года направлен на учёбу на Гомельские пехотные командные курсы, в составе которых принимал участие в боевых действиях в районе Речицы в ходе советско-польской войны и против войск под командованием генерала А. И. Деникина под Киевом. После окончания курсов в июле 1920 года направлен в 65-й стрелковый полк (8-я стрелковая дивизия, Западный фронт), где служил на должностях командира взвода, помощника командира и командира роты. В октябре того же года переведён командиром роты в запасной подвижный батальон в составе 2-й стрелковой дивизии в Гомеле.

### Межвоенное время
В декабре 1920 года направлен на учёбу на повторные курсы при штабе 16-й армии в Могилёве, после окончания которых в апреле 1921 года направлен в 32-й стрелковый полк с составе 4-й стрелковой дивизии, дислоцированный в Минске, где служил на должностях начальника учебной школы и командира роты. В июле 1922 года в 11-й стрелковый полк в составе той же дивизии, где командовал ротой и батальоном, а с ноября 1923 года командовал ротой в составе 12-го и 10-го стрелковых полков, дислоцированных в Бобруйске. В сентябре 1924 года направлен на учёбу в Высшую военно-педагогическую школу в Москве, после окончания которой в августе 1925 года вернулся в 10-й стрелковый полк, где служил на должностях командира роты, начальника полковой школы и командира батальона.
В мае 1930 года направлен на учёбу в Военную академию имени М. В. Фрунзе, после окончания которой в мае 1933 года назначен на должность начальника пограничного разведывательного пункта разведывательного отдела штаба Белорусского военного округа в Смоленске, в феврале 1935 года — на должность помощника начальника, в марте того же года — на должность начальника отделения разведывательного отдела штаба Белорусского военного округа, а в январе 1938 года — на ту же должность в разведывательном отделе штаба Киевского военного округа.
В октябре 1939 года Я. И. Дмитриев переведён старшим преподавателем по спецслужбе на курсах усовершенствования командного состава при 5-м управлении Красной Армии, а в сентябре 1940 года — преподавателем кафедры разведки в Высшую спецшколу Генштаба Красной армии.

### Великая Отечественная война
С началом войны находился на прежней должности.
В ноябре 1941 года полковник Я. И. Дмитриев назначен на должность заместителя начальника штаба — начальника оперативного отдела штаба 39-й армии, формировавшейся в составе Архангельского военного округа. В декабре армия передислоцирована в район Торжка и 22 декабря включена в состав Калининского фронта, после чего принимала участие в боевых действиях в ходе Калининской и Ржевско-Вяземской наступательных операций. 15 января 1942 года полковник Я. И. Дмитриев назначен на должность начальника отдела кадров той же 39-й армии, ведшей боевые действия в районе Ржева, Оленино и Вязьмы. В конце июля переведён на должность начальника отдела кадров 30-й армии, ведшей оборонительные боевые действия в районе Ржева. В начале августа назначен на должность заместителя начальника штаба той же 30-й армии, которая в марте 1943 года принимала участие в Ржевско-Вяземской наступательной операции, в ходе которой 3 марта освободила Ржев и к 1 апреля вышла на рубеж Нефедовщина — Пантюхи. 1 марта 1943 года 30-я армия была преобразована в 10-ю гвардейскую.
9 августа 1943 года полковник Я. И. Дмитриев назначен на должность командира 65-й гвардейской стрелковой дивизии, которая принимала участие в ходе Смоленской, Ельнинско-Дорогобужской и Смоленско-Рославльской наступательных операций. В декабре 1943 года дивизия под командованием Я. И. Дмитриева была передислоцирована в район Великих Лук и с 14 января 1944 года участвовала в ходе Ленинградско-Новгородской и Старорусско-Новоржевской наступательных операций. 24 апреля 1944 года полковник Я. И. Дмитриев освобождён от занимаемой должности и назначен заместителем штаба по ВПУ 22-й армии, а в июне — начальником штаба 44-го стрелкового корпуса, который вёл боевые действия в ходе Режицко-Двинской, Мадонской и Мемельской наступательных операций, а с начала ноября занял оборонительный рубеж по северному берегу реки Неман.
2 декабря 1944 года полковник Я. И. Дмитриев назначен на должность начальника штаба 13-го гвардейского стрелкового корпуса, который принимал участие в ходе Восточно-Прусской, Инстербургско-Кёнигсбергской, Кёнигсбергской и Земландской наступательных операций.

### Послевоенная карьера
После окончания войны находился на прежней должности. В августе 1945 года 13-й гвардейский стрелковый корпус был передислоцирован в Смоленский военный округ.
В июле 1946 года назначен на должность преподавателя кафедры вооружённых сил иностранных государств в Военно-дипломатической академии Красной армии. В июле 1947 года переведён в Генеральный штаб ВС СССР, где служил на должностях старшего научного сотрудника 1-го отдела и заместителя начальника 5-го отдела Уставного управления, а в декабре 1952 года направлен в Главное военно-научное управление, где назначен заместителем начальника и исполняющим должность начальника отдела по планированию военно-научной работы в Советской армии, а в мае 1953 года — начальником группы по планированию военно-научной работы.
Генерал-майор Яков Иванович Дмитриев 20 ноября 1956 года вышел в запас. Умер 6 декабря 1980 года в Москве.

## Награды
- Орден Ленина (21.02.1945);
- Три ордена Красного Знамени (03.11.1944, 25.04.1945, 20.06.1949);
- Орден Кутузова 2 степени (03.06.1944);
- Орден Богдана Хмельницкого 2 степени (30.07.1944);
- два ордена Красной Звезды (02.04.1943, ?);
- Медали.